# Moledo do Minho
Moledo do Minho é uma praia de cinco quilómetros localizada na foz do Rio Minho, no extremo norte de Portugal. Situa-se na freguesia de Moledo, concelho de Caminha, distando 24 quilómetros da cidade de Viana do Castelo.